# Rushyford
Rushyford est un village de 212 habitants dans le Durham en Angleterre.